# Handebol UNOPAR/FEL Londrina
O Handebol MRV/Unicesumar/Paiquerê FM/Londrina é um clube brasileiro de handebol, com sede em Londrina, Paraná, fundado em 1998.
Suas campanhas de destaque incluem um quinto lugar no Campeonato Mundial de Clubes de 2010; um título do Campeonato Pan-Americano de Clubes de Handebol Masculino em 2009 e três vice-campeonatos em 2007, 2008 e 2011; e dois títulos da Liga Nacional de Handebol Masculino, em 2005 e 2008, além de quatro vice-campeonatos em 2004, 2006, 2007 e 2009.